# Trombone
Il trombone è uno strumento musicale aerofono della famiglia degli ottoni.
Nella versione moderna e più comune è noto come trombone a tiro o trombone a coulisse ed è caratterizzato da una pompa mobile (il "tiro" appunto, o coulisse in francese, slide in inglese) a forma di U che unisce due tubi paralleli ed è in questo modo allungabile, modificando la lunghezza del percorso dell'aria e di conseguenza l'intonazione dell'armonico di base. Esiste anche il trombone a pistoni che è strutturato sul medesimo principio della tromba.
Il musicista che suona il trombone è chiamato "trombonista".
Il trombone fu il primo, tra gli strumenti ad ottone, a disporre degli armonici nelle sette posizioni degli attuali strumenti a pistoni, e di conseguenza della scala cromatica, grazie alla coulisse, per cui venne in origine considerato il migliore tra gli strumenti a bocchino.

## Storia del trombone
Le prime notizie del trombone risalgono alla seconda metà del XV secolo, quando venne raffigurato nel dipinto del pittore pratese Filippino Lippi L'assunzione della Vergine (affreschi in Santa Maria sopra Minerva a Roma) ed anche in un'opera del Perugino conservata all'Escorial vicino a Madrid.
Lo strumento aveva già l'aspetto del trombone moderno, ma la conicità dei canneggi era meno accentuata, e la campana era molto piccola rispetto allo strumento moderno, con una svasatura quasi assente. L'intonazione di base del trombone era il La, ed i principali artigiani costruttori dello strumento si trovavano nelle Fiandre e a Norimberga.
All'inizio del XVII secolo Michael Praetorius illustrò ed elencò, nel suo Syntagma musicum, quattro versioni del trombone: Alt Posaune (simile al moderno trombone contralto), Gemeine Posaune (il moderno trombone tenore), Quart e Quint-Posaunen (intonati una quarta e una quinta sotto il tenore, simili al moderno trombone contrabbasso in Fa), e Octav Posaune (simile al moderno trombone contrabbasso in Si♭, intonato un’ottava sotto il tenore).
Nel 1607 l'orchestra dell'L'Orfeo di Claudio Monteverdi comprendeva cinque tromboni dal differente registro (primo utilizzo "ufficiale" del trombone).
Il trombone si sviluppò nel tempo, essendo utilizzato principalmente in piccoli gruppi e nella musica sacra, e non divenne parte integrante dell'orchestra fino al XVIII secolo, quando fu adottato da Christoph Willibald Gluck (Ifigenia in Tauride), Francois Joseph Gossec e poi da Wolfgang Amadeus Mozart che userà i tromboni come raddoppio al coro in diverse composizioni, praticamente tutte le sue messe, nelle opere come Don Giovanni e Il flauto magico e addirittura in alcuni soli, come nell'oratorio L'obbligo del Primo Comandamento (Die Schuldigkeit des Ersten Gebots KV 35), nell'Agnus Dei della Missa Solemnis KV 139 "Waisenhausmesse", nell'oratorio "Davide Penitente" e nel "Tuba mirum" del Requiem.
Successivamente lo strumento suscitò l'attenzione di Beethoven, che lo introdusse nella quinta, sesta e nona sinfonia e scrisse tre "equali" per quattro tromboni soli, e di Schubert, che lo introdusse nelle sue ultime due sinfonie.
In questo periodo e fino alla prima metà del XIX secolo, il trombone fu molto usato dalle bande militari tedesche: questo contribuì a modificarne l'intonazione di base da La a Si♭, allargarne il canneggio ed introdurre la ritorta, per abbassare l'intonazione in Fa.
Il trombone moderno era oramai sviluppato e diffuso, tanto da essere molto utilizzato da Johannes Brahms, Richard Wagner, Anton Bruckner, Gustav Mahler, e Richard Strauss.
I compositori avevano a disposizione uno strumento completo e versatile al punto che Hector Berlioz affermò fra l'altro che lo strumento era capace di esprimere un ampio spettro di suggestioni sonore, dal "calmo e posato accento religioso" al "clamore selvaggio dell'orgia". Lo stesso Berlioz scrisse un grande solo per trombone nella sua Grande symphonie funèbre et triomphale.
Nel XIX secolo alcuni compositori lo utilizzarono in maniera più stereotipata, come rinforzo di voci basse e armonie di insieme. Con l'avvento della musica da ballo e lo swing nel XX secolo il trombone ha sviluppato moltissime nuove sonorità e tecniche.
In questo periodo, un forte stimolo allo sviluppo della tecnica e delle potenzialità espressive dello strumento, fu dato da musicisti jazz, come ad esempio Tommy Dorsey.
All'inizio degli anni settanta del Novecento, Edward Kleinhammer (terzo trombone della Chicago Symphony Orchestra) aggiunse una seconda ritorta in Solb al suo trombone basso (che aveva una sola ritorta in Fa), inaugurando la "nascita" del nuovo trombone basso in Sib, che si sarebbe sempre più distinto dal trombone tenore per quanto riguarda: concezione del suono (più grosso, scuro e grave, ma sempre focalizzato e risonante), tecnica della coulisse (posizioni diverse in base alla combinazione delle due ritorte), scelta di bocchini più grandi.
Attualmente il trombone è utilizzato nei più vari generi musicali, dalla musica classica, al jazz, dalla salsa allo ska, dal funk alla musica militare.

## Tipi di trombone
Esistono vari tipi di trombone che si differenziano per la nota dell'armonico di base, il timbro (sul quale possono influire le varie parti del trombone e addirittura una differente laccatura (verniciatura) della campana), l'estensione e la presenza di una o più ritorte per il trasporto e la modifica della tonalità.

### Trombone soprano
È quasi mai utilizzato. È suonato in alcuni contesti barocchi (Gluck) e jazzistici. Grazie al glissato si ottengono effetti impossibili da ottenere con la tromba. Suona nel registro e con gli stessi bocchini della tromba, e legge in chiave di violino.

### Trombone contralto
Il trombone contralto è tagliato una quarta sopra il trombone tenore (il padre della famiglia rispetto al quale si fanno i rapporti): ed è quindi in Mi♭. In passato era comune anche il contralto in Fa (vedi tromboni antichi). Alcune ditte producono contralti con ritorta in Si♭ (se azionati portano praticamente lo strumento in sesta posizione) che rende più agevoli alcuni passaggi nelle posizioni lontane. Le ritorte aiutano anche l'esecuzione dei trilli (avendo più posizioni a disposizione, c'è la possibilità di trovare una combinazione che permetta di avere degli armonici più vicini fra loro, agevolando il trillo). È stato usato regolarmente fino all'età wagneriana, in trio insieme al tenore in Sib e al basso in Fa. Dopo più di un secolo di oblio, ha conosciuto di recente un grande revival da parte di trombonisti tenori che cercano uno strumento timbricamente più adatto a suonare le prime parti di moltissime musiche precedenti Wagner. Legge in chiave di contralto.
Alcune ditte, fra cui la giapponese Yamaha, producono una particolare ritorta, detta "da trillo", che serve solo per i trilli e cambia l'intonazione di un solo semitono.
Quasi tutti i produttori tranne Selmer/Bach (terza posizione alla campana) costruiscono i tromboni contralti con la quarta posizione che si trova visivamente all'altezza della campana.

### Trombone tenore

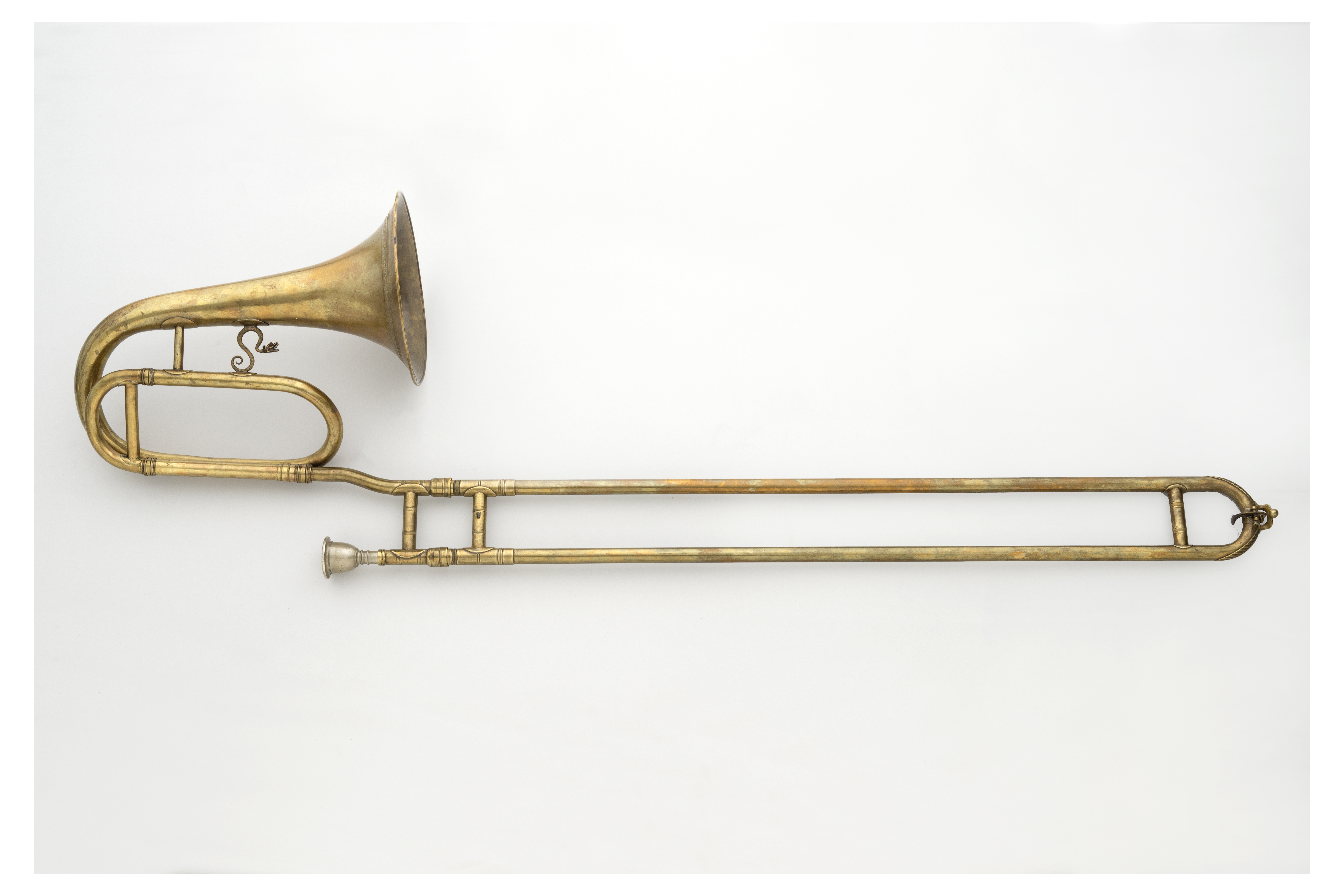
Antonio Apparuti, Trombone tenore, Museo civico di Modena, 1831-1845

Il più comune, intonato in Si♭ una ottava sotto la tromba, generalmente senza ritorta, il diametro del canneggio va dal 12,2 mm fino a 13,9 mm.
È inoltre diffusissimo il trombone tenore con ritorta, il quale può passare dalla tonalità di Si♭ a quella di Fa, azionando la valvola rotativa. Nell'organico dell'orchestra sinfonica ne sono generalmente previsti due. La ritorta, che trasporta lo strumento in Fa, permette una maggiore estensione dello strumento verso il registro grave ed agevola nella tecnica della coulisse. Il canneggio normalmente è intorno ai 13,89 mm. Esistono diversi modelli di valvole per le ritorte. Oltre alle classiche valvole rotative ne esistono altri modelli, con principi meccanici diversi (Hagmann, Thayer, Bosc…).
Con il termine tenore si intende un trombone in Si♭, oppure uno in Si♭ con ritorta in Fa, e taluni indicano come tenor-basso un trombone in Si♭ con ritorta in Fa ma con canneggio largo da trombone basso.

Juan Tizol con un trombone a pistoni

### Trombone basso
Utilizzato in orchestra sinfonica e anche in big band, ha canneggio più ampio di quello del tenore (generalmente sui 14,3 mm) e ha generalmente 2 ritorte. È tagliato in Si♭, come il tenore, ma gli armonici gravi sono molto più corposi e quelli acuti più deboli. Alcuni trombonisti bassi utilizzano ancora vecchi modelli con una sola ritorta in Fa, che differiscono dai tenori per la grandezza del canneggio e della campana.
Ci sono due configurazioni possibili delle valvole: quella indipendente e quella dipendente.
- Configurazione indipendente: ci sono due ritorte, una in Fa (praticamente azionandola si porta lo strumento in sesta posizione) e una in Sol♭ (quinta posizione). Le due valvole possono essere azionate una alla volta oppure assieme, portando lo strumento in Re. Si ha quindi la possibilità di avere uno strumento in Si♭/Fa/Sol♭/Re.
- Configurazione dipendente: sempre con due ritorte, ma con la possibilità di azionare la seconda valvola solo dopo aver azionato la prima. Avremo quindi uno strumento in Si♭/Fa/Re.

### Trombone contrabbasso
Si tratta dello strumento più grave della famiglia, e non deve confondersi con il Cimbasso (che è una sorta di incrocio tra trombone basso e una tuba a valvole o pistoni, tipico dell'opera italiana dell'Ottocento). Ne esistono una taglia in Si♭ cioè un'ottava sotto al trombone tenore (spesso caratterizzata da una doppia coulisse) ma usata molto raramente, e una taglia in Fa, una quarta sotto al trombone tenore, che è invece la più usata, come nella Tetralogia di Richard Wagner (dove è presente nell'organico con il nome tedesco Kontrabassposaune), o in alcune composizioni di Arnold Schönberg e Richard Strauss. Questi strumenti sono quasi sempre dotati di due ritorte che permettono di non utilizzare le posizioni "distanti", altrimenti raggiungibili solo con l'uso di una maniglia.

### Trombone a pistoni
Il trombone a pistoni, ed il suo predecessore a cilindri, è stato molto utilizzato. Dato che l'impiego dei tromboni in gran parte del repertorio classico e romantico prevede corali e armonie, nel tempo lo strumento a pistoni è stato sostituito da quello a coulisse, che permette una maggiore accuratezza dell'intonazione. Il suono degli strumenti a pistoni, che solitamente erano e sono costruiti con un canneggio piccolo, non si discostava molto dal suono degli strumenti a coulisse, che per molti anni sono stati costruiti con canneggi simili a quelli usati per i tromboni a pistoni. Nonostante questo il trombone a pistoni non è scomparso, poiché grazie alla sua maggiore agilità è stato preferito da alcuni strumentisti (come ad esempio i jazzisti Juan Tizol e Bob Brookmeyer) come proprio strumento di elezione. Rimane ancora oggi molto presente nelle bande musicali.

### Altri tromboni
Oltre ai tromboni menzionati esiste il sopranino in Mi♭, tagliato una quarta sopra il soprano e un'ottava sopra il contralto, e il piccolo in Si♭, tagliato un'ottava sopra il soprano, che sono caduti in disuso per la bassa qualità sonora e le grandi problematiche tecniche, ma rivalutati con il passare del tempo e oggi ripresi. Questi strumenti sono suonati in genere da trombettisti.

### Tromboni antichi

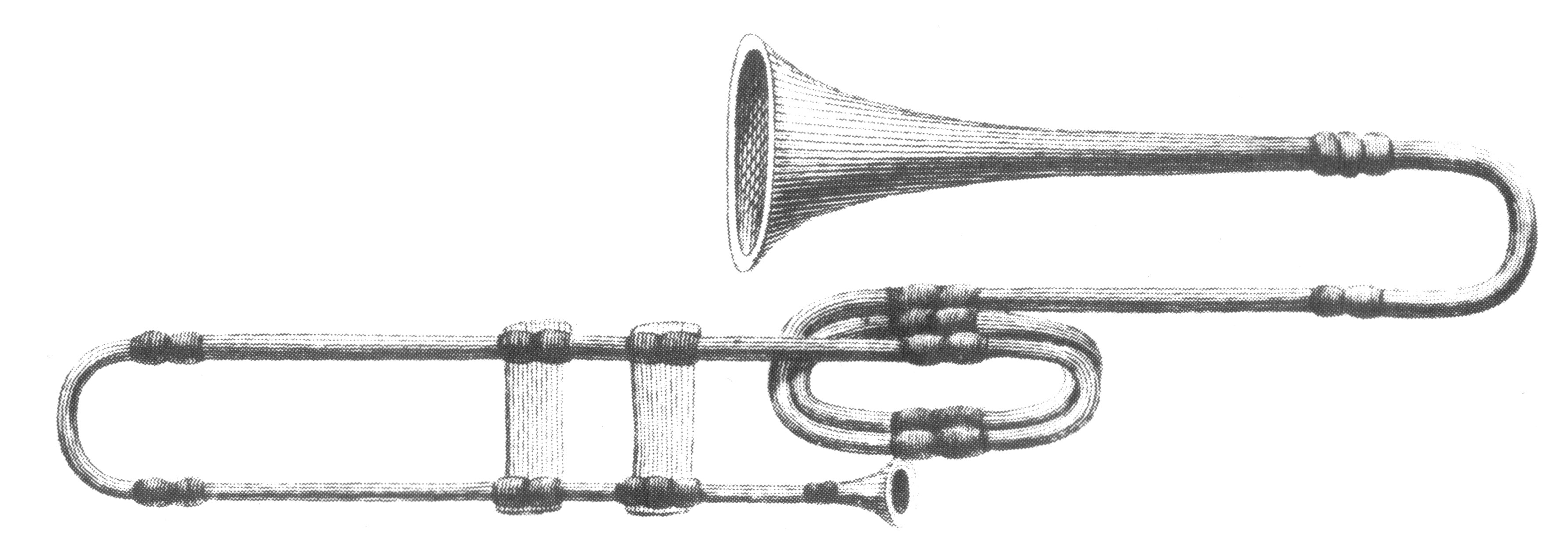
L'immagine di un sakbutt antico

Da ricordare i tromboni antichi (tromboni rinascimentali, sackbut dal francese antico sacquer ovvero "estrarre"). Molto simili nella struttura all'odierno trombone, furono utilizzati in gruppi strumentali o in sostituzione o rafforzo della voce. Esistevano principalmente 3 taglie di tromboni: kleine, mittel e quart (che divennero successivamente Contralto, Tenore e Basso) e a quanto pare (archivi della Hofkapelle di Stoccarda, 1589) venivano costruiti dei tromboni in taglie diverse "da trasporto" che avevano denominazioni come secondposaune, terzposaune.
Armonico base indicativo degli strumenti antichi:
- Contralto: Mi♭ o Fa
- Tenore: La o Si♭
- Basso: Mi♭, Re o Fa

Gli strumenti antichi generalmente avevano molte pompe addizionali per variare la nota base dello strumento.

## Parti
|  | 1. pompa di intonazione 2. bocchino 3. campana 4. appoggio in gomma 5. valvola per l'acqua 6. coulisse (o tiro) 7. impugnatura della coulisse 8. supporto esterno della coulisse 9. vite di fissaggio della campana - Campana: - argentata - gialla - rosa - rossa |

- Coulisse:
  - pesante (gialla, rosa o rossa)
  - leggera (bianca, color metallo)
- Valvole della ritorta:
  - standard (tradizionali)
  - Hagmann
  - Thayer
  - CL (balanced)
  - altre (Bosc, MLR, etc.)
- Parti del bocchino:
  - bordo
  - tazza
  - gola
  - penna

## Timbro
Il trombone deve il suo timbro a tutta una serie di fattori, a cominciare dal trombonista stesso. Alcuni suonatori di ottoni ritengono che le campane rosse producano un timbro leggermente più scuro con un grandissimo spettro dinamico, le campane gialle un timbro leggermente più chiaro con una maggiore stabilità dinamica e le campane rosa una via di mezzo tra le rosse e le gialle. Le campane di argento sono poco diffuse nel mondo dei tromboni. La laccatura può rendere il suono più limpido e cristallino, mentre il metallo molto slaccato potrebbe favorire un suono più "grezzo" e "spontaneo", in quanto il metallo vibra in modo più libero. Oltre alle considerazioni e alle sensazioni personali, per apprezzare a pieno queste differenze lo strumentista deve avere un suono pulito, centrato e risonante. Il suono di un trombone viene influenzato anche dalla forma e lo sviluppo della campana, così come dal bocchino usato dallo strumentista e dal cannello (il tubo interno alla parte iniziale della coulisse, dove si inserisce il bocchino) che influisce anche sul timbro, sull'intonazione e sulla facilità di emissione (cioè di produzione del suono).
Il trombone, con il suo timbro ed i suoi livelli dinamici, può evocare tutta una serie di "colori" e sonorità: può avere un suono maestoso, sonoro, squillante, solenne, chiaro, impetuoso e brillante ma anche dolce, espressivo, morbido, lirico, scuro, leggero e caldo. 

## Estensione
L'estensione dello strumento, specialmente nel registro acuto, dipende quasi esclusivamente dalla capacità e abilità del trombonista.
In prima posizione la nota più grave è il "pedale" Si♭1, mentre allungando la coulisse in settima posizione si può ottenere un Mi1 (ovvero il Mi più grave suonabile con un pianoforte). Andando verso l'acuto, seguendo gli armonici naturali si possono ottenere note abbastanza acute, come ad esempio il Re♭4 in seconda posizione (nota contenuta nell'assolo di trombone del Boléro di Ravel).
La prima apparizione del trombone nell'organico di una Sinfonia è nella 5ª di Beethoven, dove viene utilizzato fino al Fa4. Questa nota segnerà l'estensione acuta del trombone in quasi tutto il repertorio orchestrale successivo (con qualche eccezione in cui al trombone viene richiesto di suonare ancora più acuto, come in alcune composizioni di Xenakis).
Nel jazz l'estensione è decisa dall'esecutore, e per questo si hanno spesso esecutori che suonano anche oltre il Si♭6 (ad esempio Bill Watrous nel brano Floor Walk Up dell'album Manhattan Wildlife Refuge tocca un altissimo Mi♭5; scrivendolo in chiave di basso si avrebbero nove tagli in gola).
Altri esempi nel jazz:
Such Sweet Thunder di Duke Ellington, in cui vi è un brano per trombone solo (Sonnet to Hank Cinq) dedicato al trombonista Britt Woodman, capace di suonare un La♭4; in un arrangiamento di Silent Night, eseguito dagli Airmen of Note, Dave Steinmeyer suona fino al Si♭5.

## Notazione
Generalmente le parti per trombone si scrivono in chiave di basso. Nel repertorio orchestrale si usa molto spesso la chiave di tenore per il primo e il secondo trombone (tenori) e quasi sempre la chiave di basso per il terzo trombone (basso).
Nella musica russa (Glinka, Borodin, Rimskij-Korsakov, Šostakovič, Prokof'ev ecc.) è facile trovare entrambe le parti di primo e secondo trombone in chiave di contralto, anche se il registro è quello del trombone tenore. Le parti per trombone contralto vengono scritte in chiave di contralto. In ogni caso, il trombone, essendo uno strumento non traspositore, suonerà le note reali in qualsiasi chiave. Raramente la parte del trombone è scritta in chiave di violino (Ravel ne L'Enfant et les sortilèges; Tomasi, Concerto per trombone).

## La tecnica

Sezione tromboni di una banda musicale

Il trombone, come tutti gli strumenti a ottone, è uno strumento ad ancia labiale, poiché la parte che mette l'aria in vibrazione è formata dalle labbra dell'esecutore. È usato anche nelle bande musicali e rafforza il filicorno tenore e baritono, o invece esegue il tipico accompagnamento in levare delle marce. La vibrazione delle labbra, raccolta dal bocchino, viene amplificata dallo strumento, risultando nel suo suono caratteristico. La diversa frequenza (altezza) della vibrazione delle labbra permette all'esecutore di avere oltre quattordici note in ognuna delle sette posizioni della coulisse. Nel trombone, il tiro (ovvero la pompa allungabile) varia la lunghezza dello strumento, andando di conseguenza a variare l'armonico di base.
Esistono sette posizioni che si equivalgono alle combinazioni dei tre pistoni degli altri strumenti ad ottone. Combinando le note prodotte nelle differenti serie degli armonici lo strumentista ad ottone ottiene tutti i suoni della scala cromatica.
Per convenzione, le posizioni sono numerate da 1 a 7, in proporzione all'estensione della coulisse (dove 1 è completamente ritratta e 7 completamente estesa).
| Posizione coulisse | Posizione pistoni | Armonico fondamentale |
| ------------------ | ----------------- | --------------------- |
| 1                  | "a vuoto"         | Si♭                   |
| 2                  | 2                 | La                    |
| 3                  | 1                 | La♭                   |
| 4                  | 12 o 3            | Sol                   |
| 5                  | 23                | Sol♭                  |
| 6                  | 13                | Fa                    |
| 7                  | 123               | Mi                    |

Quando si utilizzano le cosiddette ritorte lo strumento si allunga, cambiando tonalità. Ma dato che la lunghezza (distanza) delle posizioni è un rapporto matematico percentuale in confronto alla lunghezza che origina la nota pedale, più si allunga lo strumento e più le posizioni diventano distanti fra loro. Si avranno quindi solo sei posizioni con la ritorta in Fa e solo cinque con la ritorta in Re (ritorta di Fa e Sol♭ abbassate insieme nel caso del trombone basso a valvole indipendenti).
Le tecniche musicali utilizzabili sono le medesime di altri ottoni con in aggiunta la possibilità di effettuare il glissato ed il vibrato con la coulisse.

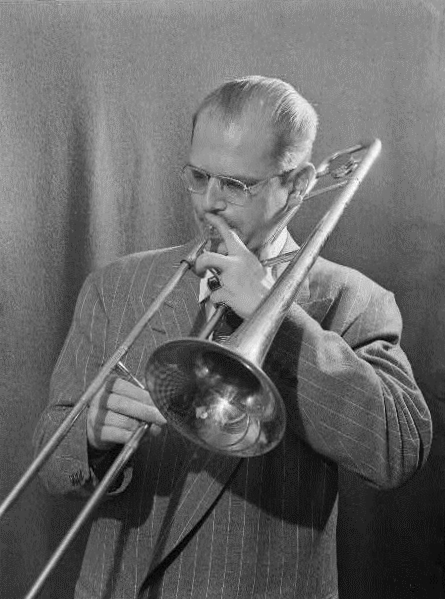
Bill Harris con un trombone

Nella musica contemporanea si possono trovare effetti particolari, da realizzare con l'asportazione di alcune pompe o anche suonando con la sola coulisse.
Molte le sordine che possono essere usate per variare il suono. Tra queste ricordiamo la straight, la cup e la harmon. Quest'ultima sordina può generare l'effetto "wa-wa", usando la mano per aprire e chiudere in rapida successione la "trombetta" della sordina. La sordina harmon può anche essere usata senza la "trombetta" (con la dicitura Harmon Stem Out). Vengono poi usati come delle sordine i plunger, che sono dei coperchi tenuti con le dita davanti alla campana. Come plunger vengono usate molto spesso delle semplici ventose sturalavandini. Le sordine sono realizzate in ottone, alluminio, rame, plastica e cartone, e generalmente hanno dei sugheri che permettono loro d'incastrarsi nelle campane.
Esistono anche delle sordine mute, che servono a smorzare quasi completamente il suono dello strumento, permettendo di studiare in albergo o in appartamenti in condominio. Molto spesso, dovendo eliminare quasi completamente il suono, creano delle alterazioni dell'intonazione e della resistenza che il suonatore percepisce dallo strumento. Alcune sordine mute sono dotate di una specie di stetoscopio, mentre altre hanno una centralina elettronica a cui attaccare delle cuffie o auricolari.